# Theodore Komisarjevsky
Fiódor Fiódorovich Komissarzhevski (en ruso Фёдор Фёдорович Комиссаржевский), anglosajonizado a Theodore Komisarjevsky (Venecia, 23 de mayo de 1882 - Darien (Connecticut), 17 de abril de 1954), fue un director y escenógrafo teatral y de ópera ruso, más tarde nacionalizado británico. Comenzó su carrera en Moscú, pero destacó mucho más en Londres, donde se señaló por introducir las innovadoras producciones teatrales de Antón Chéjov bajo el método Stanislavski, y por sus montajes de piezas de William Shakespeare.

## Biografía
Komisarjevsky nació en Venecia, hijo de Fyodor Komissarzhevsky y su segunda esposa, la princesa lituana Marie Kursevich.  Su padre era el tenor principal del Teatro Mariinski u Ópera Imperial de San Petersburgo y fue maestro del influyente director de teatro Konstantin Stanislavski. Theodore tenía una medio hermana mayor, la actriz Vera Komissarzhevskaya, y fue educado en la Universidad de San Petersburgo y en el Instituto Imperial de Arquitectura.
En 1907, Komisarjevsky dirigió su primera producción para el teatro de su hermanastra en Moscú (ella moriría pocos años después, en 1910, a la edad de 45 años). En ese mismo año fundó una escuela de teatro en Moscú, y le agregó un estudio-teatro con su nombre y en recuerdo suyo en 1914. Durante el resto del zarato, y más tarde bajo el régimen soviético, Komisarjevsky trabajó como productor y director teatral en Moscú hasta 1919, cuando el temor a ser arrestado por la policía secreta le hizo marchar a París, desde donde, siguiendo el consejo de un compañero de emigración, el coreógrafo Serguéi Diáguilev, viajó a Londres. Sir Thomas Beecham lo eligió para dirigir la ópera El príncipe Igor en el Covent Garden, trabajo que fue descrito por The Times como un espectáculo "sobresaliente... [una] magnífica producción". Continuó con más trabajo operístico en París y Nueva York.  Y, desaprobando los ensayos apresurados que le encargaban en algunos de sus trabajos operísticos, se hizo conocido por insistir en que debían contar con una preparación adecuada.
En 1919, Komisarjevsky formó en Londres con el tenor Vladimir Rosing y el bailarín Laurent Novikoff la LAHDA (Russian Musical Dramatic Art Society / Sociedad Rusa de Arte Dramático Musical). Su propósito era “acercar la amistad y el entendimiento” entre Inglaterra y Rusia “por medio del arte y la belleza de su expresión”.
En junio de 1921 Rosing y Komisarkevsky presentaron una temporada de Opera Intime en el Aeolian Hall de Londres, dirigida por Adrian Boult.  Las óperas presentadas fueron La dama de picas, El barbero de Sevilla, Bastien und Bastienne y Pagliacci. El Times comentó que la puesta en escena ofrecía una "irritante sensación de aficionado"; sin embargo, The Observer juzgó que Komisarjevsky había sido "muy ingenioso" al adaptar estas óperas para un escenario pequeño.
En 1921, Komsarjevsky obtuvo buenas críticas por su producción del Tío Vania de Chéjov para la Stage Society en una traducción de Constance Garnett. Los elogios coincidían en elogiarlo por haber capturado la auténtica atmósfera rusa de esta pieza de un modo que los directores ingleses no habían conseguido reproducir. Durante los siguientes cinco años produjo y, a veces, incluso diseñó producciones en Londres con éxito, muchas de ellas de autores rusos, y se hizo incluso más conocido en 1925 y 1926 cuando colaboró con Philip Ridgeway, el propietario del pequeño Teatro Barnes en el suburbio oeste de Londres, para ofrecer una serie de piezas teatrales rusas. Reunió para ello una compañía que incluía a actores eminentes como John Gielgud, Charles Laughton, Jean Forbes-Robertson, Jeanne de Casalis y Martita Hunt. Sus producciones de Chéjov en particular cambiaron la forma en que los actores, el público y los críticos británicos entendían las obras del dramaturgo. El crítico J. T. Grein escribió en 1926:

Ha remodelado, en algunos casos con gran éxito, al hombre o a la mujer inglesa en un ruso. Ha relajado la flema; les ha enseñado a decir cosas trascendentales de la manera más brusca; los ha imbuido del espíritu del arte de encubrir siendo totalmente naturales... Busca la uniformidad con un aumento ocasional de la temperatura, ya provocado por el vodka, ya por los sentimientos reprimidos durante mucho tiempo del idealista desilusionado. El resultado es... interesante, fascinante, desconcertante, pese a su monotonía de movimiento.

En 1932 Komisarjevsky se convirtió en ciudadano británico. Y en ese mismo año trabajó por vez primera el Shakespeare Memorial Theatre de Stratford-upon-Avon. Los críticos pensaron que su producción de El mercader de Venecia era espectacular, pero distraía del texto de William Shakespeare. El Oxford Dictionary of National Biography (ODNB) refiere que sus producciones de Shakespeare eran "poco ortodoxas y provocativas, a veces brillantes, a veces simplemente descarriadas", y comenta que mostraba poco respeto por los textos o por la poesía de Shakespeare. No obstante, la ODNB las consideraba valiosas porque dejaban a las producciones convencionales como rutinarias y monótonas.
Komisarjevsky, aunque calvo, bajo y "no Adonis", como lo describió una de sus muchas conquistas, era un mujeriego persistente y exitoso. Edith Evans, quien no sucumbió a sus encantos, lo apodó "Come-and-seduce-me / Venysedúceme". Su primer matrimonio, con Elfriede de Jarosy, terminó en divorcio. El segundo, con la actriz Peggy Ashcroft, duró poco (1934-1936), si bien continuaron trabajando juntos después y ella aprendió mucho de él sobre el arte de la actuación.  En opinión de The Manchester Guardian, su producción de 1936 de La gaviota de Chéjov, con Ashcroft como Nina, Evans como Arkadina y Gielgud como Trigorin, fue el mayor logro del director.  Su última producción en Gran Bretaña fue The Comedy of Errors / La comedia de las equivocaciones de Shakespeare en Stratford, en 1939.
Cuando estalló la Segunda Guerra Mundial, Komisarjevsky estaba en los Estados Unidos y este fue su hogar ya hasta el final de su vida. Dedicó su tiempo más a la docencia y a la enseñanza que a la producción teatral u operística. Sin embargo, dirigió en Canadá Cymbeline / Cimbelino de Shakespeare en 1950 para el Festival de Música y Drama de Montreal.  En el último año de su vida, el Arts Theatre de Londres lo invitó a dirigir allí; pero ya su salud no se lo permitía.
En 1946, Komisarjevsky había debutado en la ciudad de Nueva York con Eugenio Onegin de Tchaikovsky. Con esa compañía, pasó a dirigir también Andrea Chénier de Umberto Giordano, Don Giovanni de Mozart, Aida de Giuseppe Verdi (con Camilla Williams, Suzy Morris, Ramón Vinay y Lawrence Winters, con George Balanchine como coreógrafo), L'amour des trois oranges / El amor de las tres naranjas de Serguéi Prokófiev (en una producción "ideada" por Komisarjevsky: enfermó antes del estreno), y, en 1952, Wozzeck de Alban Berg (con Marko Rothmüller y Patricia Neway).
Komisarjevsky murió en su casa en Darien, Connecticut, el 17 de abril de 1954. Le sobrevivió su tercera esposa, la bailarina Ernestine Stodelle (1905-2008). No se sabe cuántos hijos dejó de sus diversas amantes, pero la ODNB registra dos hijos y una hija.
Komisarjevsky escribió varios libros. Los publicados en inglés incluyen  Myself and the Theatre / Yo mismo y el teatro (1930), The Costume of the Theatre / El traje del teatro (1931) y The Theatre and a changing Civilization / El teatro y una civilización cambiante (1935). Sus libros en ruso incluyen Preludios teatrales; El Traje y El Arte del Actor.
Komisarjevsky dejó un legado duradero en Londres en forma de interiores de teatros y cines que diseñó, incluido el Phoenix Theatre en Charing Cross Road, el Tooting Granada, primer cine en recibir el status de edificio catalogado con el Grado I de arquitectura histórica, el Woolwich Granada y otros seis auditorios construidos originalmente para la misma cadena de cines.

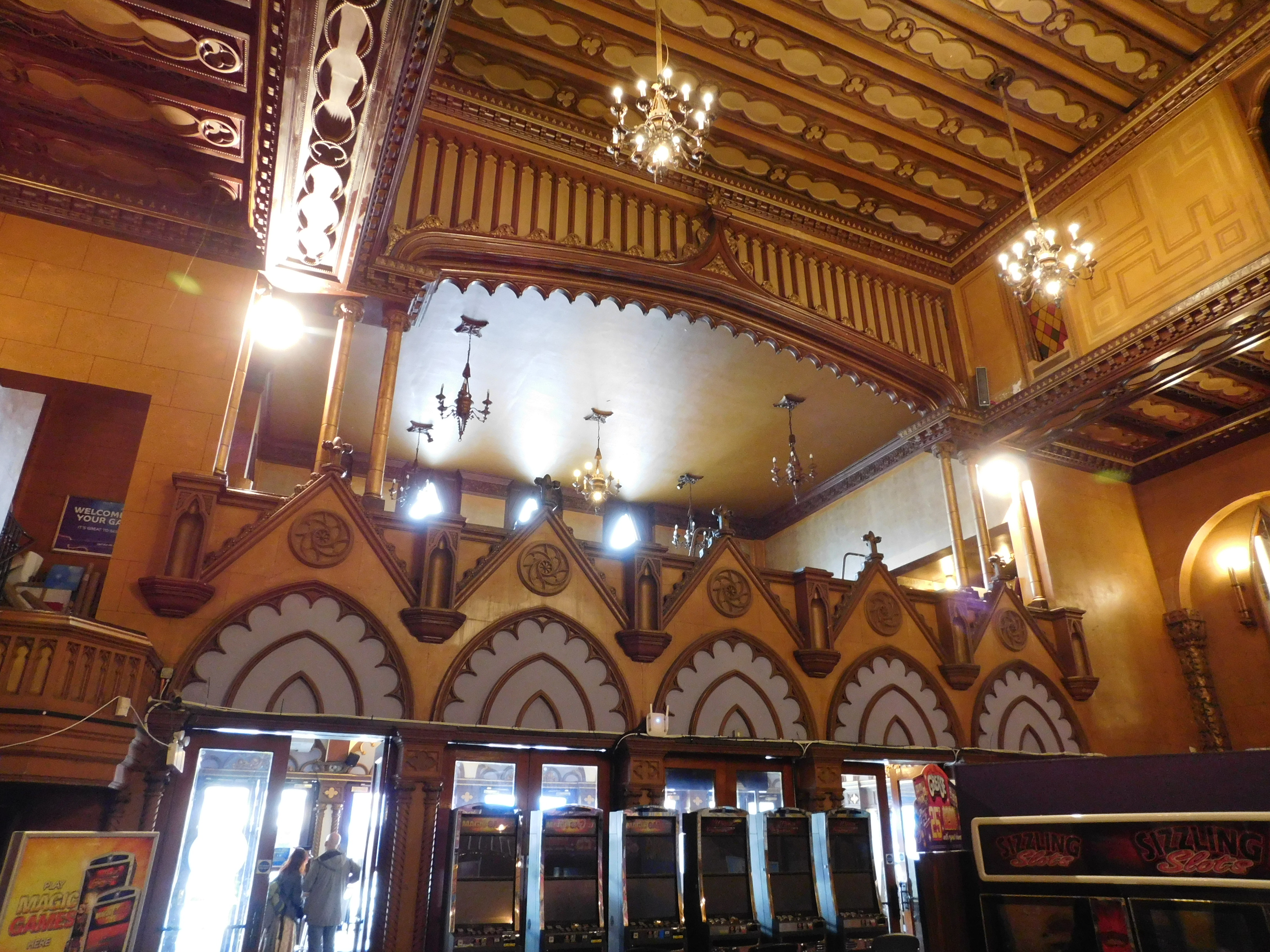
Tooting Granada
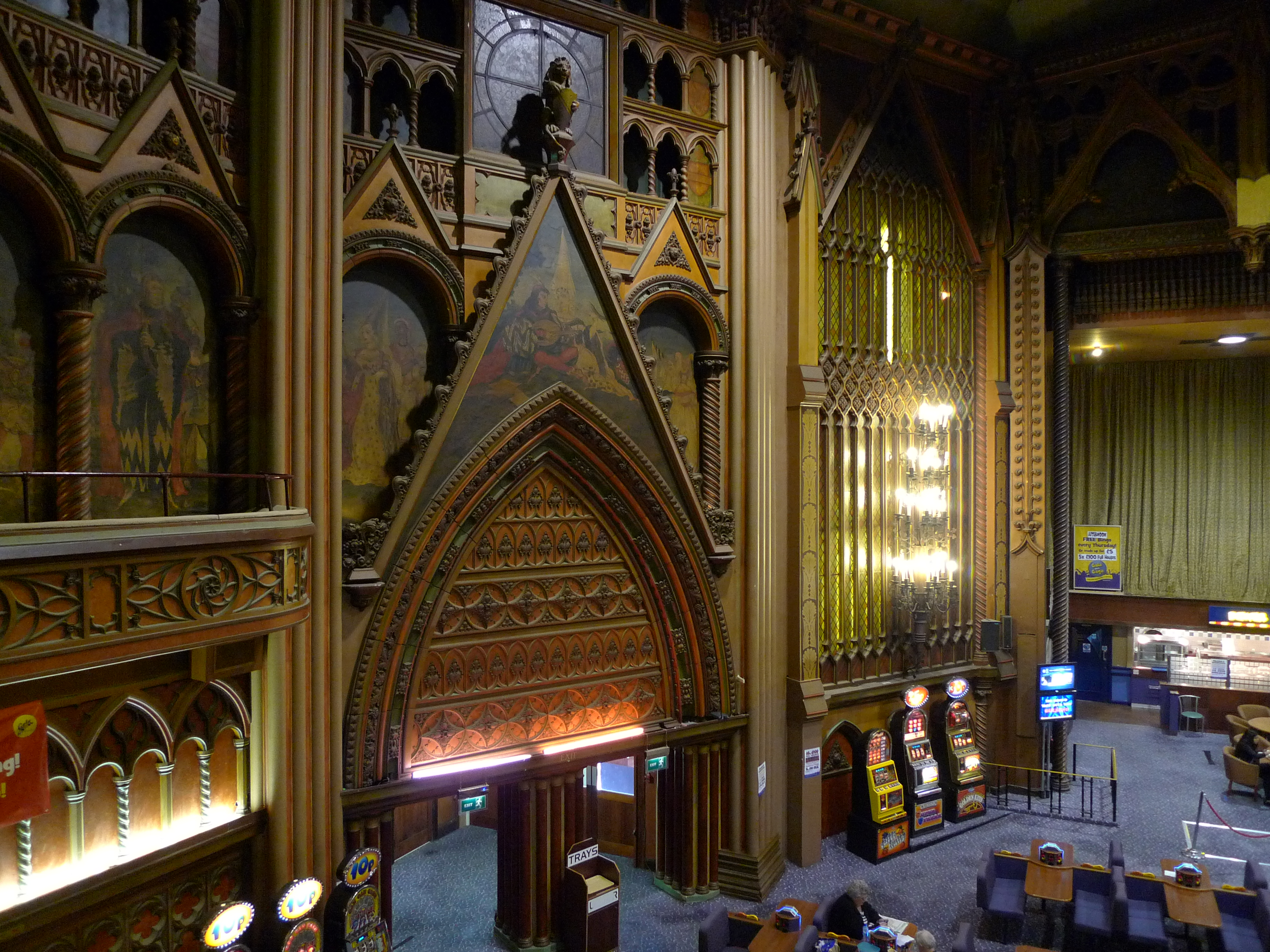
Tooting Granada
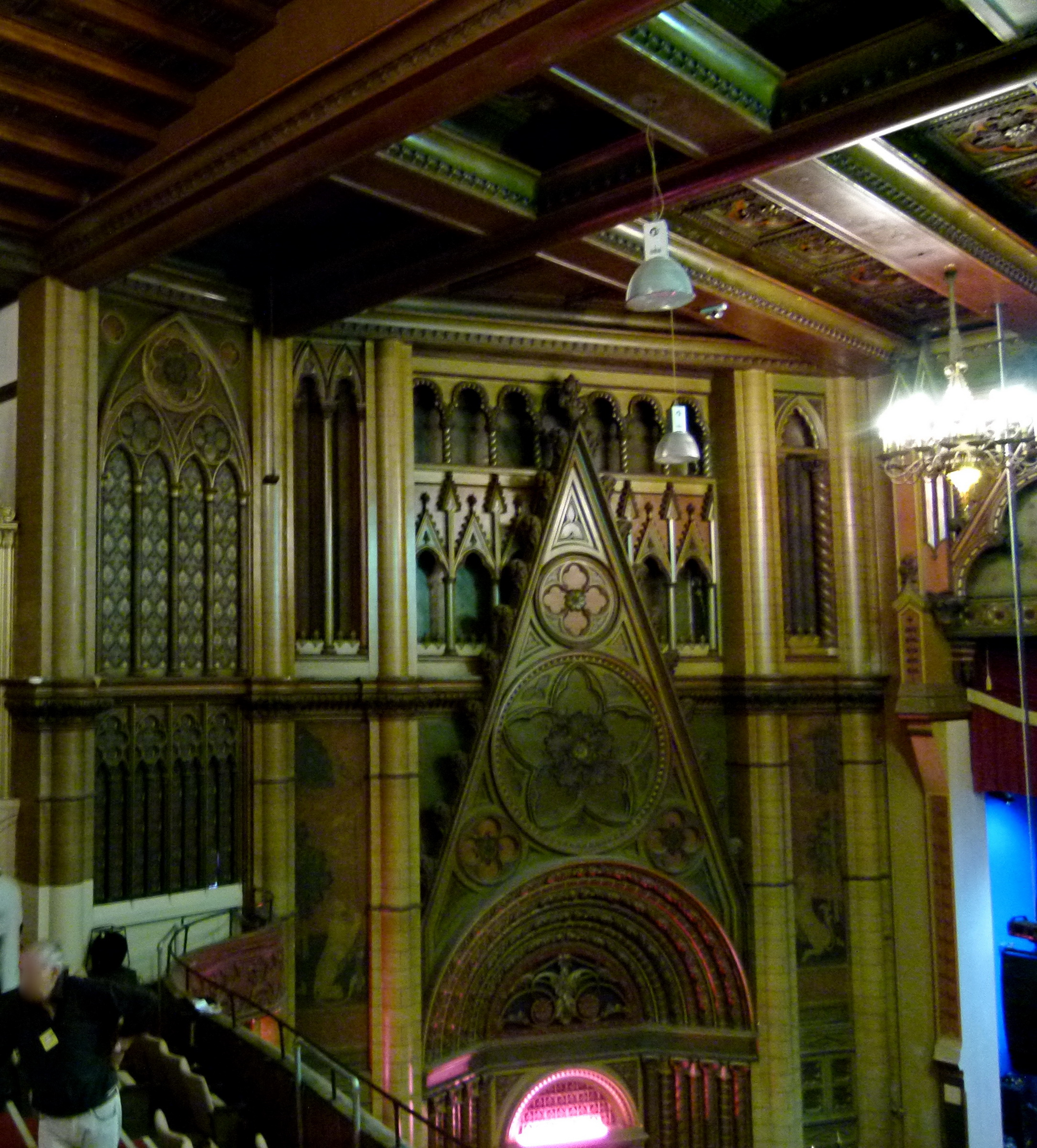
Woolwich Granada
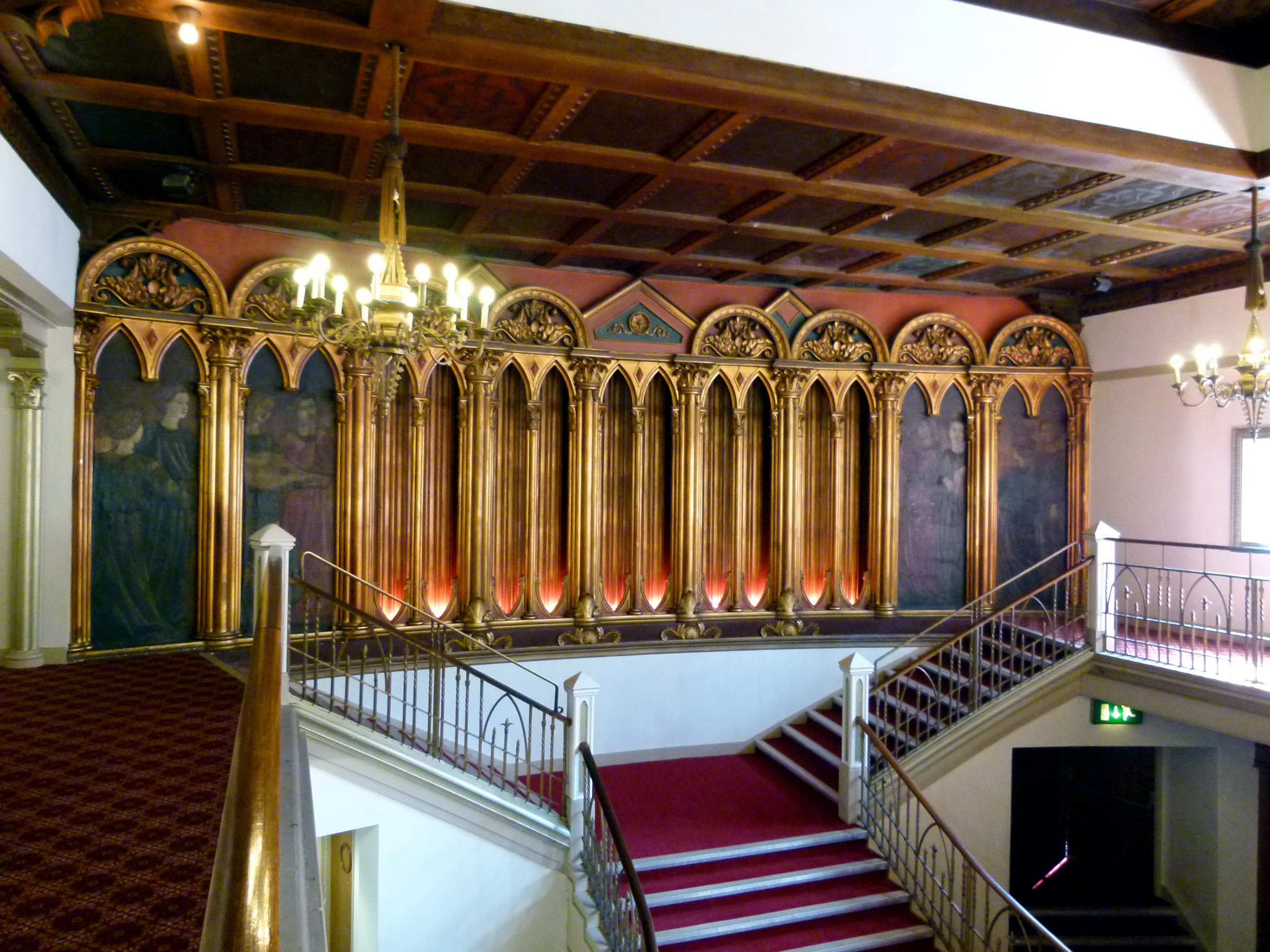
Woolwich, escalinata.